# Evangelisch-methodistische Kirche (Glaznoty)
Die Evangelisch-methodistische Kirche in Glaznoty (deutsch Marienfelde) ist ein Bauwerk aus dem Jahr 1400. Sie war bis 1945 Gotteshaus des evangelisch-lutherischen Kirchspiels Marienfelde im Kreis Osterode in Ostpreußen und ist heute ein Gebäude des evangelisch-methodistischen Bezirks Iława (Deutsch Eylau) im Distrikt Masuren.

## Geographische Lage
Glaznoty liegt inmitten des Landschaftsschutzparks Kernsdorfer Höhen (polnisch Park Krajobrazowy Wzgórz Dylewskich) an einer Nebenstraße, die von Lipowo (Leip) an der Landesstraße 15 nach Wygoda (Ruhwalde) an der Woiwodschaftsstraße 537 verläuft. Ein Bahnanschluss besteht nicht.
Die Kirche steht in der Ortsmitte westlich der Hauptstraße.

## Kirchengebäude
Um 1400 – man vermutet sogar die Jahre 1386/87 – wurde die Kirche in Margenfelde erbaut. Es handelt sich um einen chorlosen Backsteinbau, an dem in den Jahren 1713 und 1899 umfangreiche Renovierungsarbeiten stattfanden.
Der Turm aus Backsteinen steht auf einem Feldsteinfundament. Ab 1982 – nach einem Sturm mit erheblichen Gebäudeschäden – verfiel die Kirche zusehends: Dach und Deckengewölbe waren zusammengebrochen – der Untergang der Kirche schien nicht mehr aufzuhalten sein. 1989 konnte die 1923 installierte Glocke mit der Inschrift NACH DEM KRIEGSLEID IN SCHWERER ZEIT DEM HERRN GEWEIHT noch geborgen werden. Erst nach zähen Bemühungen gelang es in den Jahren 2001 bis 2004 mit finanzieller Hilfe der Kreisgemeinschaft Osterode und der Partnerstadt Osterode am Harz, die notwendigen Restaurierungsarbeiten vorzunehmen. Der heutige Zustand der Kirche darf als sehr gut bezeichnet werden.
Im Innern der Kirche fällt der Blick auf den um 1860 entstandenen Altar, der auf einer gotischen Mensa steht. Gotische Altarskulpturen der Zwölf Apostel überlebten die Kriege und werden heute im Museum für Ermland und Masuren in Lidzbark Warmiński (Heilsberg) aufbewahrt.
Eine Orgel erhielt die Kirche im Jahr 1850. Die Glocken stammten aus dem Jahre 1774, von denen eine im Jahre 1923 ersetzt wurde. In der Kirche befinden sich drei Weihwassersteine aus Granit aus dem 15. Jahrhundert.
Nach 1945 kam das Gotteshaus in das Eigentum der Evangelisch-methodistischen Kirche.

## Kirchengemeinde
Die Kirche in Marienfelde wurde im 14. Jahrhundert gegründet. Mit Einführung der Reformation in Ostpreußen im Jahr 1525 wurde sie evangelisch (-lutherisch).

### Evangelisch-lutherisch

#### Kirchengeschichte
Die Kirche in Marienfelde war mit der Kirche in Leip (polnisch Lipowo) verbunden. Dagegen wehrten sich 1577 die Marienfelder Gläubigen und stellten ohne Absprache mit den Behörden einen eigenen Pfarrer an. Der Landesherr jedoch machte solcher Eigenmächtigkeit schnell ein Ende. Ab 1817 war Marienfelde eine Filialkirche von Marwalde (polnisch Marwałd), und im Jahr 1913 wurde dort eine zweite Pfarrstelle errichtet, die ihren Sitz in Marienfelde hatte und deren Dienstbereich auf das Kirchspiel Marienfelde begrenzt war. Bereits ab 1903 nahmen hier Hilfsgeistliche diese Aufgabe wahr.
Ab der ersten Hälfte des 19. Jahrhunderts bildeten Marwalde und Marienfelde mit Döhlau (polnisch Dylewo) „vereinigte Kirchen“. Im Jahr 1925 waren insgesamt 5017 Gemeindeglieder zu betreuen, von denen 895 zum Sprengel Marienfelde gehörten. Das Marienfelder Kirchenpatronat oblag den Grundbesitzern des Dorfes, die der Gemeindevorsteher vertrat. Eingegliedert waren die drei vereinigten Kirchen bis 1945 in den Superintendenturbezirk Osterode (polnisch Ostróda) im gleichnamigen Kirchenkreis innerhalb der Kirchenprovinz Ostpreußen der Evangelischen Kirche der Altpreußischen Union.
Flucht und Vertreibung der Einheimischen zu Kriegsende setzten dem evangelischen Gemeindeleben in dem nun Glaznoty genannten Ort ein Ende. Die Kirche ging in den Besitz der Evangelisch-methodistischen Kirche über, die im Gebiet Osterode festen Fuß gefasst hatte. Nicht weit entfernt steht das zu Beginn des 20. Jahrhunderts errichtete Gotteshaus der Römisch-katholischen Kirche.

#### Kirchspiel
Zum Kirchspiel Marienfelde innerhalb der vereinigten Kirchen Marwalde-Döhlau-Marienfelde gehörten die Gemeinden Marienfelde und Ruhwalde (Wygoda) mit den ihnen angeschlossenen Ortschaften. Bis 1920 war auch Klein Lobenstein (polnisch Lubstynek) ein Kirchspielort, bevor es 1920 an Polen abgetreten wurde.

#### Pfarrer
Eine offizielle Pfarrstelle für Marienfelde (= Pfarrstelle II von Marwalde) wurde erst 1913 eingerichtet. Zuvor bereits taten hier Hilfsgeistliche ihren Dienst:
- Alexander Hch. P. Hoffmann, 1903–1908
- Friedrich Worm, 1909
- Georg Lindenau, 1912/1913–1915
- Arthur Kirstein, 1920–1922
- Bruno Muscheites, 1923–1935
- Alfred Klatt, 1936–1940
- Fritz Kollhoff, 1940–1945

### Evangelisch-methodistisch
Nach dem Zweiten Weltkrieg übernahm die Evangelisch-methodistische Kirche das vorher lutherische Gotteshaus in Glaznoty. Zunächst fehlten die erforderlichen Mittel zum Erhalt des Gebäudes, das immer mehr verfiel und 1982 bereits zum Abbruch stand. Der letzte Gottesdienst im 20. Jahrhundert fand im Jahre 1980 statt.
Ab dem Jahr 2001 bildeten sich Initiativen zum Wiederaufbau der Kirche. Marek Kotańsk übernahm die Durchführung zusammen mit Bewohnern des Obdachlosenheims „Markot“ in Marwałd (Marwalde). Mit Hilfe von Vorlagen des einstigen Marienfelders Erich Poetzel konnte der Bau rekonstruiert werden. Mittel aus Deutschland halfen bei der Finanzierung. Im Jahr 2004 fanden die Arbeiten ihren Abschluss.
Die Kirche in Glaznoty gehört zum evangelisch-methodistischen Bezirk Iława (Deutsch Eylau), zu dem auch die Kirche in Siemiany (Schwalgendorf) gehört. Die drei Kirchen gehören zum Distrikt Masuren (polnisch Okręg Mazurski) der Evangelisch-methodistischen Kirche.